# Коллеж Станислава
Парижский коллеж Станислава (фр. Collège Stanislas de Paris) — частная католическая школа с высоким уровнем отбора в Париже, расположенная на улице Нотр-Дам-де-Шан в VI округе.
В нём обучается более 3000 учащихся, от дошкольных до подготовительных классов (классы для подготовки учащихся к поступлению в элитные высшие учебные заведения, такие как Политехническая школа, Центральная школа Парижа, Высшая школа экономических и коммерческих наук, Высшая школа коммерции и HEC Paris), и это крупнейшая частная школа во Франции.
Коллеж Станислава считается одной из самых престижных и элитных французских школ.
В 2019 году школа заняла 1-е место в рейтинге средних школ.

## История
Основанный в 1804 году отцом Клодом Лиотаром, коллеж имеет как традиционные здания, так и современные постройки. По контракту с французским правительством он предлагает учебные программы, идентичные программам государственного образования, а также религиозное образование в определённые дни — первоначально по средам, начиная с законов Жюля Ферри 1882 года, но теперь по субботам. В 1822 году коллежу было дано официальное название в честь польского короля Станислава Лещинского, прадеда короля Франции Людовика XVIII, чье второе имя было «Станислас».
С 1903 года коллеж является собственностью корпорации S.A., основанной бывшими выпускниками.
Частное образование во Франции было косвенно, но глубоко затронуто сильным антиклерикальным движением, которое вдохновляло французских политиков на протяжении девятнадцатого и двадцатого веков, начиная с Конкордата 1801 года. В результате коллеж почти исчез, но в конечном счете был сохранен усилиями бывших выпускников. Даже сегодня он остается изолированным от ведущих государственных лицеев Парижа, хотя его «подготовительные классы» в конечном итоге приводят своих учеников в те же самые высшие школы, что и классы его конкурентов.